# Metaxalone
Metaxopol (được tiếp thị bởi King Pharmaceuticals dưới tên thương hiệu Skelaxin) là một loại thuốc giãn cơ được sử dụng để thư giãn cơ bắp và giảm đau do các chủng, bong gân và các tình trạng cơ xương khác. Cơ chế hoạt động chính xác của nó không được biết, nhưng nó có thể là do suy nhược hệ thống thần kinh trung ương nói chung. Nó được coi là một thuốc giãn cơ mạnh vừa phải, với tỷ lệ tác dụng phụ tương đối thấp. Skelaxin có sẵn trong 800   viên thuốc ghi điểm. Các tác dụng phụ có thể xảy ra bao gồm buồn nôn, nôn, buồn ngủ và tác dụng phụ của CNS, như chóng mặt, nhức đầu và khó chịu.
Sự chuyển hóa của metaxopol liên quan đến hệ thống cytochrom P450 của gan. Dựa trên thông tin trong ghi nhãn, bệnh nhân được điều trị bằng metaxopol và bác sĩ kê đơn metaxopol được hướng dẫn để phòng ngừa khi phối hợp với các thuốc khác liên quan đến hệ thống P450.
Do có khả năng gây tác dụng phụ, thuốc này được coi là nguy cơ cao ở người cao tuổi. Tính đến  năm 2015 chi phí cho một tháng dùng thuốc thông thường ở Hoa Kỳ là 100 đến 200 USD.

## Dược động học
Metaxopol thể hiện khả dụng sinh học tăng lên khi dùng cùng với thức ăn. Cụ thể, trong một nghiên cứu, so với điều kiện nhịn ăn, sự có mặt của thực phẩm tại thời điểm dùng thuốc tăng Cmax bằng 77,5%, AUC0-t 23,5%, và AUC0-∞ bằng 15,4%. Do đó, dựa trên thông tin trong ghi nhãn, bệnh nhân được điều trị bằng metaxopol được hướng dẫn sử dụng metaxopol với thức ăn và được thông báo rằng dùng metaxopol với thực phẩm dẫn đến tăng khả dụng sinh học đường uống của metaxopol so với dùng metaxopol mà không có thức ăn.

## Khảo nghiệm
Một khảo sát tài liệu cho thấy rất ít phương pháp được báo cáo để xác định metaxopol cho đến nay. Nirogi và cộng sự.  đã báo cáo một phương pháp sắc ký lỏng kết hợp với phép đo phổ khối song song để định lượng metaxopol trong huyết tương người. Phương pháp HPLC chỉ thị độ ổn định được giới thiệu bởi PK Sahu et al.  Metaxopol đã được sử dụng làm tiêu chuẩn nội bộ cho một số phương pháp phân tích.